# Colibrí de clatell blanc
El colibrí de clatell blanc (Florisuga mellivora) és una espècie d'ocell pertanyent a la família Trochilidae.

## Descripció
- Llargària de 11-12 cm amb un pes d'uns 8 g.
- Mascle amb cap i pit blaus, clatell amb una ampla taca blanca. La resta del dors verd brillant. Ventre i cua blancs.
- Femella amb plomatge molt variable.
- Ambdós sexes tenen el bec i les potes negres.

## Hàbitat i distribució
Habita la selva humida, clars, vegetació secundària i boscos a les terres baixes (fins als 1600 m) al vessant del Golf de Mèxic des de Veracruz, nord d'Oaxaca i Chiapas cap al sud fins Hondures, ambdues vessants de Nicaragua, Costa Rica i Panamà, i des de Colòmbia, Veneçuela, Trinitat, Tobago i Guaiana, cap al sud, per l'oest dels Andes fins l'oest de l'Equador i per l'est dels Andes a través de l'est de l'Equador i del Perú fins al nord i l'est de Bolívia i Brasil amazònic.